# FFH-Gebiet Windberger Niederung
Das FFH-Gebiet Windberger Niederung ist ein NATURA 2000-Schutzgebiet in Schleswig-Holstein im Kreis Dithmarschen in den Gemeinden Windbergen, Krumstedt, Wolmersdorf, Nindorf und Frestedt, wobei sich auf Nindorfer Gebiet nur ein sehr kleines Stück von 1500 Quadratmetern befindet. Das FFH-Gebiet liegt in der Landschaft Heide-Itzehoer-Geest (Landschafts-ID 68301), Diese ist wiederum Teil der Naturräumlichen Großregion 2. Ordnung Schleswig-Holsteinische Geest. Es hat eine Größe von 363 Hektar und liegt südöstlich von Meldorf zwischen den beiden Ortschaften Krumstedt im Nordosten und Windbergen im Südwesten. Seine größte Ausdehnung liegt mit 4,6 Kilometer in Nordwestrichtung. Nach der letzten Eiszeit drang die Nordsee immer wieder bis hierher vor und bildete mit den Gezeiten und Strömungen vorgelagerte Sandbänke, die sich zu Nehrungen ausbildeten, wodurch sich vom Meer abgetrennte Strandseen entwickelten. Diese verlandeten mit der Zeit und bildeten Moore. Diese wurden in den letzten zweihundert Jahren durch eine Vielzahl von Gräben trockengelegt. Im Neunzehnten Jahrhundert wurde in dem Gebiet in großem Stil Torf abgebaut, wie auf der Karte des Deutschen Reiches von 1893 zu sehen, siehe Bild 3. Damals lag nordöstlich von Windbergen der Windberger See. Auf der „Landtcarte von Dithmarschen Anno 1559“ des Johannes Mejer aus Husum aus dem Jahre 1651 ist zwischen Windbergen (Windtbergn) und Krumstedt (Krumstede) ein langgezogener See eingezeichnet, siehe Bild 1. Auf der Karte von 1652 desselben Kartographen, die den damals aktuellen Stand darstellt, ist der See schon wesentlich kleiner eingezeichnet, siehe Bild 2. Heute ist dieser See verschwunden. Das FFH-Gebiet besteht zu nahezu drei Vierteln aus Mooren und Sümpfen und zu einem Viertel aus mesophilem Grünland, siehe Diagramm 1. Die höchste Erhebung mit 5 Meter über Normalhöhennull (NHN) liegt an der Südwestspitze, der niedrigste Punkt liegt mit 0 Meter über NHN an der Süderau. Das FFH-Gebiet entwässert über die Süderau/Schafau, Miele/Süderau, Meldorfer Hafenstrom und über einen Seedurchfluss in die Meldorfer Bucht der Nordsee.

## FFH-Gebietsgeschichte und Naturschutzumgebung
Der NATURA 2000-Standard-Datenbogen (SDB) für dieses FFH-Gebiet wurde im Juni 2004 vom Landesamt für Landwirtschaft, Umwelt und ländliche Räume (LLUR) des Landes Schleswig-Holstein erstellt, im September 2004 als Gebiet von gemeinschaftlicher Bedeutung (GGB) vorgeschlagen, im November 2007 von der EU als GGB bestätigt und im Januar 2010 national nach § 32 Absatz 2 bis 4 BNatSchG in Verbindung mit § 23 LNatSchG als besonderes Erhaltungsgebiet (BEG) bestätigt. Der SDB wurde zuletzt im Mai 2019 aktualisiert. Der Managementplan für das FFH-Gebiet wurde im Oktober 2010 veröffentlicht.
Das FFH-Gebiet liegt vollständig im Schwerpunktbereich 191 des landesweiten Biotopverbundsystems.
Mit der Gebietsbetreuung des FFH-Gebietes nach § 20 LNatSchG wurde durch das LLUR noch keine Institution beauftragt (Stand August 2022).

## FFH-Erhaltungsgegenstand
Laut Standard-Datenbogen vom Mai 2019 sind folgende FFH-Lebensraumtypen (LRT) und Arten als FFH-Erhaltungsgegenstände mit den entsprechenden Beurteilungen zum Erhaltungszustand der Umweltbehörde der Europäischen Union gemeldet worden (Gebräuchliche Kurzbezeichnung (BfN)):
FFH-Lebensraumtypen nach Anhang I der EU-Richtlinie:
- 6410 Pfeifengraswiesen (Gesamtbeurteilung B)[12]
- 7140 Übergangs- und Schwingrasenmoore (Gesamtbeurteilung C)[13]
- 7230 Kalkreiche Niedermoore (Gesamtbeurteilung B)[14]
- 91D0* Moorwälder (Gesamtbeurteilung C)[15]

Das FFH-Gebiet besteht nach SDB zu gut einem Viertel aus dem LRT 7140 Übergangs- und Schwingrasenmoore, der Rest ist keinem LRT zugeordnet, siehe Diagramm 2. Die drei anderen FFH-Erhaltungsgegenstände haben nur sehr kleine Flächenanteile. Die nicht zu FFH-Lebensraumtypen erklärten Flächen bestehen zum überwiegenden Teil aus feuchtem Grünland unterschiedlicher Ausprägung. Im Süden gibt es mehrere kleinere nicht standorttypische Nadelholzparzellen.
In der Zeit von 2016 bis 2021 wurde eine Nachkartierung der FFH-Lebensraum- und Biotoptypen im FFH-Gebiet durchgeführt. Danach sind fast ein Zehntel der Gebietsfläche mit FFH-Lebensraumtypen belegt, wovon neun Zehntel zugleich gesetzlich geschützte Biotope sind. Vier Zehntel der Gesamtfläche sind ausschließlich mit gesetzlich geschützten Biotopen belegt und gut die Hälfte ist keinem der beiden Schutzstati zugeordnet, siehe Diagramm 3. Vergleicht man die Angaben im aktuellen SDB (Stand Mai 2019) mit denen in der aktuellen Biotopkartierung des Landes Schleswig-Holstein, so gibt es gravierende Unterschiede in der LRT-Zusammensetzung und der LRT-Flächengröße, siehe Tabelle 1.
| FFH-Lebensraumtyp                                                                                         | SDB [ha] | Biotopkartierung [ha] |
| --- | -------- | --------------------- |
| 3150 Natürliche und naturnahe nährstoffreiche Stillgewässer mit Laichkraut oder Froschbiss-Gesellschaften | -        | 0,36                  |
| 3160 Dystrophe Stillgewässer                                                                              | -        | 76,1                  |
| 6410 Pfeifengraswiesen                                                                                    | 2,2      | -                     |
| 6510 Magere Flachland-Mähwiesen                                                                           | -        | 1,85                  |
| 7120 Renaturierungsfähige degradierte Hochmoore                                                           | -        | 81,47                 |
| 7140 Übergangs- und Schwingrasenmoore                                                                     | 102      | 14                    |
| 7230 Kalkreiche Niedermoore                                                                               | 0,6      | -                     |
| 91D0* Moorwälder                                                                                          | 0,4      | 2,2                   |
| Summe | 105,2    | 175,98                |

## FFH-Erhaltungsziele
Aus den oben aufgeführten FFH-Erhaltungsgegenständen werden als FFH-Erhaltungsziele von besonderer Bedeutung die Erhaltung folgender Lebensraumtypen und Arten im FFH-Gebiet vom Ministerium für Energiewende, Landwirtschaft, Umwelt und ländliche Räume des Landes Schleswig-Holstein erklärt:
- 6410 Pfeifengraswiesen
- 7140 Übergangs- und Schwingrasenmoore
- 7230 Kalkreiche Niedermoore
- 91D0* Moorwälder

Damit sind alle FFH-Erhaltungsgegenstände zu Erhaltungszielen von besonderer Bedeutung erklärt worden.

## FFH-Analyse und Bewertung
Das Kapitel FFH-Analyse und Bewertung im Managementplan beschäftigt sich unter anderem mit den aktuellen Gegebenheiten des FFH-Gebietes und den Hindernissen bei der Erhaltung und Weiterentwicklung der FFH-Lebensraumtypen und Arten. Die Ergebnisse fließen in den FFH-Maßnahmenkatalog ein.
Im FFH-Gebiet haben nahezu alle FFH-Lebensraumflächen im SDB eine ungenügende Gesamtbewertung zugesprochen bekommen. Allerdings haben sich die Zuordnung zu FFH-Lebensraumtypen und damit auch die Gesamtbeurteilung im Laufe der Jahre grundlegend geändert, siehe Tabelle 1. Bei der nächsten Überarbeitung des SDB werden sich erhebliche Veränderungen ergeben.
Das FFH-Gebiet befindet sich zu vier Fünfteln im Besitz der Stiftung Naturschutz Schleswig-Holstein (SNSH), der Rest ist im Besitz vieler Privateigentümer und weiterer Institutionen der öffentlichen Hand. Auf Grund der gegebenen Besitzverhältnisse ist für die Mehrzahl der Flächen sichergestellt, dass das Verschlechterungsverbot als auch die Biotopverordnung eingehalten und durchgesetzt werden. Fast das gesamte FFH-Gebiet steht unter Vertragsnaturschutz mit freiwilligen Vereinbarungen der Eigentümer (Stand September 2022). Zur Unterstützung der Maßnahmen zur Erhaltung und Weiterentwicklung des FFH-Gebietes trägt ebenfalls das Bündnis Naturschutz in Dithmarschen e.V. (BNiD) bei. Diesem gehören neben der Stiftung Naturschutz Schleswig-Holstein (SNSH), dem Deich- und Hauptsielverband Dithmarschen und dem Dithmarschen Tourismus e.V. die Gemeinden und Naturschutzverbände sowie viele Privatpersonen in Dithmarschen an.

## FFH-Maßnahmenkatalog

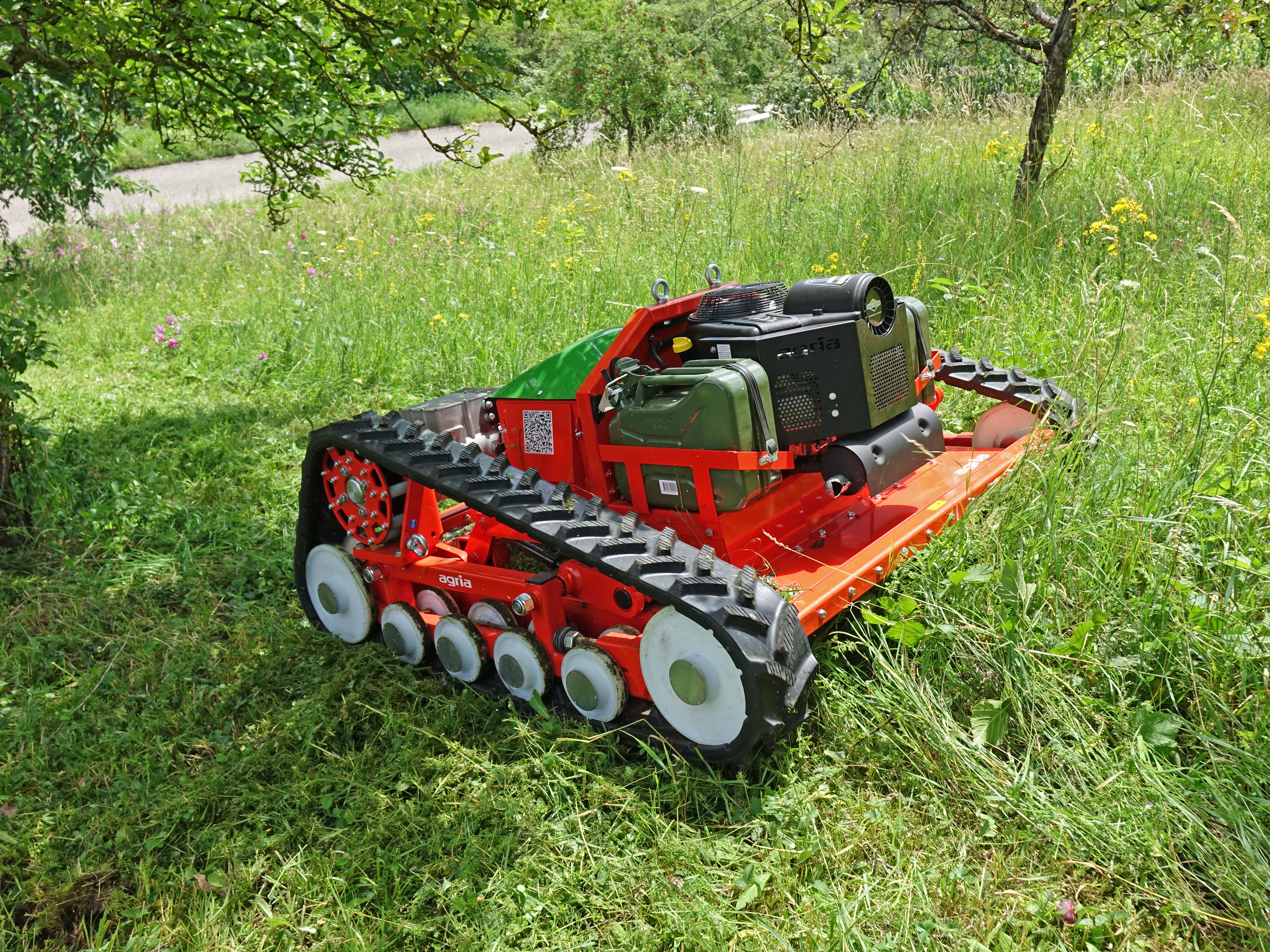
Mähraupe

Der FFH-Maßnahmenkatalog im Managementplan führt neben den bereits durchgeführten Maßnahmen geplante Maßnahmen zur Erhaltung und Entwicklung der FFH-Lebensraumtypen im FFH-Gebiet an. Die Maßnahmen sind in einer Maßnahmenkarte eingetragen.
Die vorgeschlagenen Maßnahmen betreffen folgende Schwerpunkte:
- Überführung des nutzbaren Grünlandes in extensive Nutzung.
- Sukzession der Hochmoorflächen in den alten Torfstichen im Zentrum, im Norden um dem ehemaligen Windberger See und im Süden an der Fredstedter Au.
- Regelmäßige Pflege der Nieder- und Schwingmoorbereiche mit der Mähraupe bei gleichzeitiger Verbringung des Mähgutes aus dem Gebiet. Durch den Nährstoffentzug wird die Moorbildung gefördert und das Aufkommen von Gehölzen verringert. Hierzu zählen Flächen am ehemaligen Windberger See südlich der Schafau und Flächen bei Spersdick entlang der Fredstedter Au.
- Kleinflächige manuelle Pflegemaßnahmen zur Förderung des LRT 7230 Kalkreiche Niedermoore und deren typischen Pflanzen wie die Stumpfblütige Binse und die Färber-Scharte.
- Waldumbau zu standorttypischen Gehölzen in den Nadelholzkulturen bei Schmalbeck.
- Bau weiterer Staueinrichtungen zur Anhebung der Wasserstände im FFH-Gebiet.

## Bildergalerie

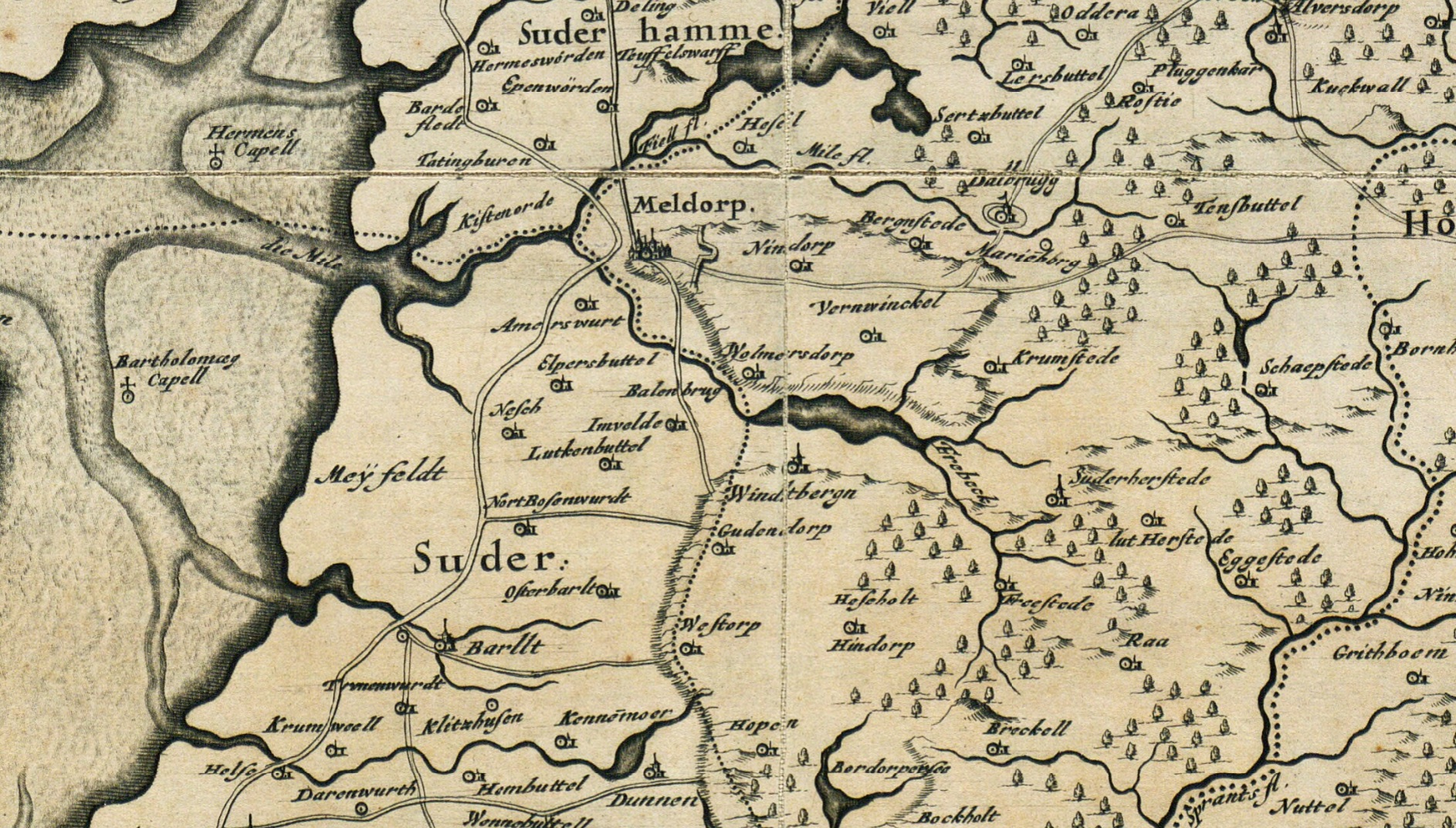
Bild 1: Windberger Niederung 1559
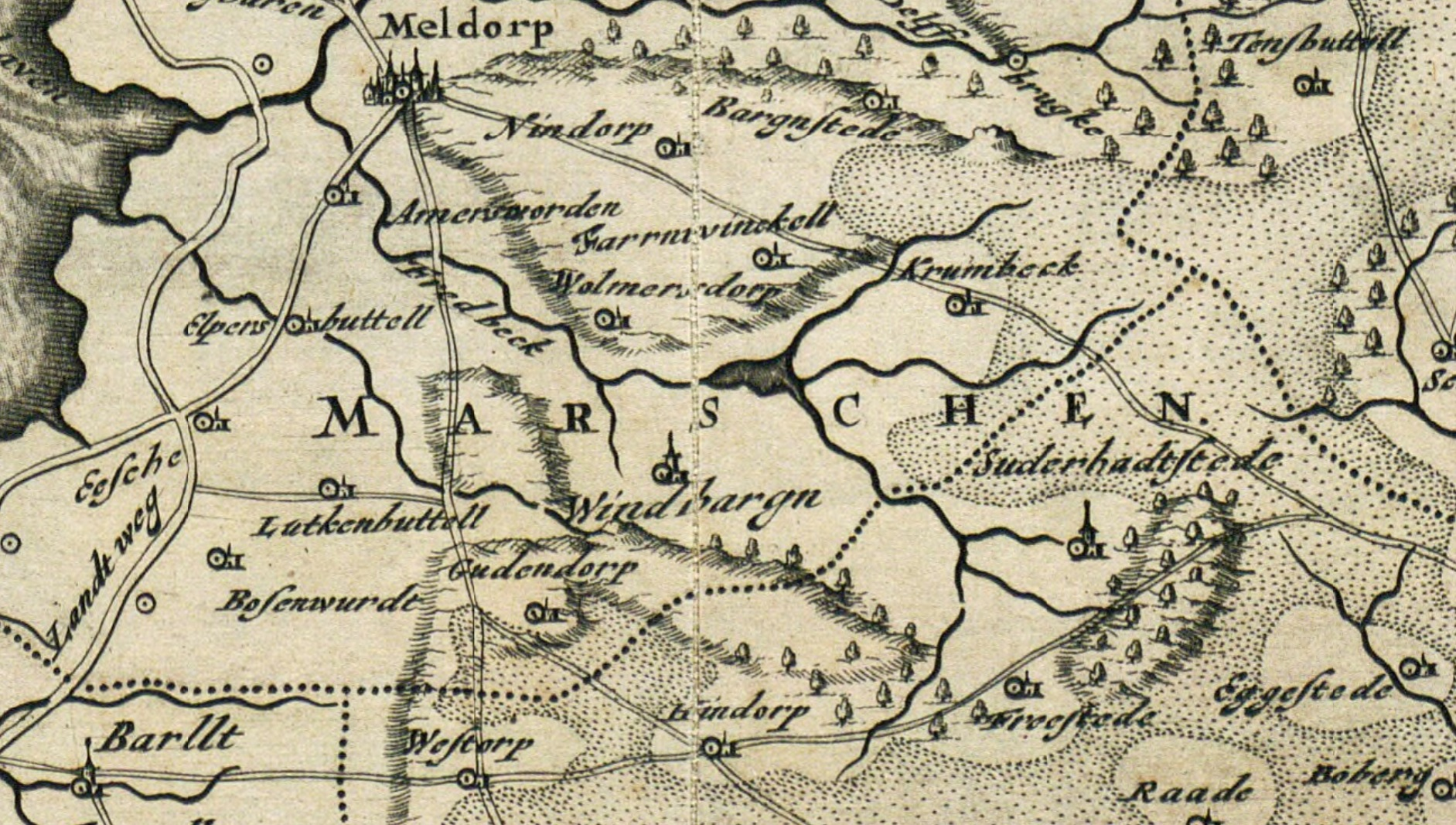
Bild 2: Windberger Niederung 1652
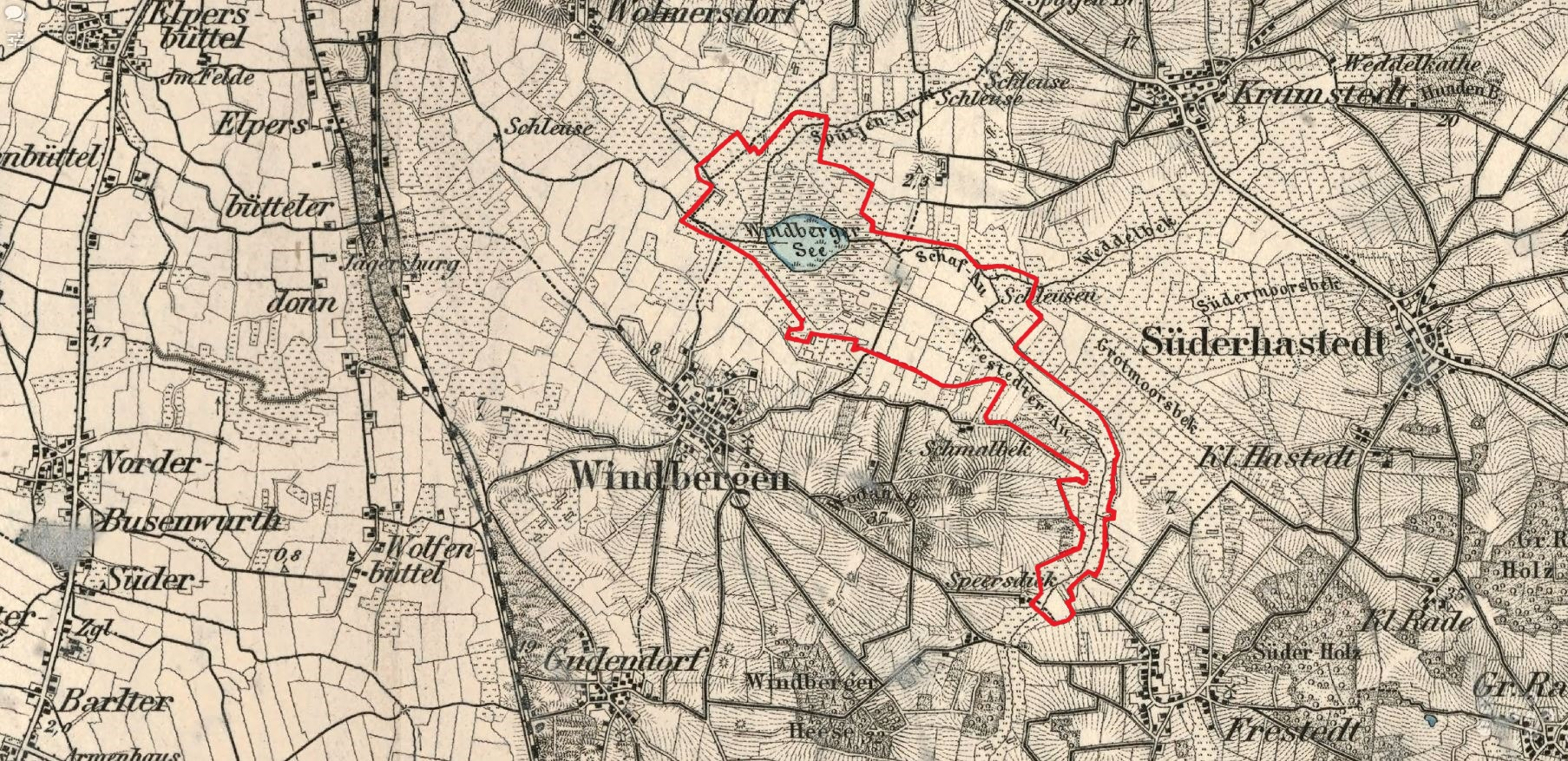
Bild 3; Windberger Niederung 1893 (Heutiges FFH-Gebiet rot umrandet)

## FFH-Erfolgskontrolle und Monitoring der Maßnahmen
Eine FFH-Erfolgskontrolle und Monitoring der Maßnahmen findet in Schleswig-Holstein alle 6 Jahre statt. Die Ergebnisse des letzten Monitorings wurden noch nicht veröffentlicht (Stand August 2022).